# Naučmese.cz
Naučmese.cz je projekt zaměřený na neformální vzdělávání. Mottem projektu je, že „kdokoli může naučit kohokoli cokoli“.

## O projektu
V roce 2011 se Adam Marčan a Jan Tinka rozhodli založit českou alternativu amerického vzdělávacího projektu Skillshare. Chtěli prostřednictvím projektu vytvořit komunitu lidí, kteří budou chtít sdílet své dovednosti a znalosti. V současnosti se o fungování projektu starají spolu s Adamem Marčanem a Janem Tinkou rovněž Marie Adamcová, Petr Heinz, Alžběta Rektorisová a Josef Nevoral.

### Neformální vzdělávání
Projekt nabízí alternativu k tradičnímu vzdělávání. Účastníci projektu nezískávají tituly ani certifikáty. Protiváhou je jim nabízen osobní přístup. Jeden ze spoluzakladatelů projektu Adam Marčan tvrdí, že účastníci kurzů „nejsou ověnčeni tituly, ale vášní ke své dovednosti“.

### Kurzy
V roce 2014 měl projekt v nabídce přes 400 kurzů různého zaměření. Mezi nejoblíbenější kurzy roku 2014 patří podle webu naucmese.cz:
- Dividendové akcie jako ideální zdroj pasivního příjmu
- Digitální nomádství
- Travel Hacking: Jak na levné letenky, ubytování, cestování?
- Kváskový chléb – upečme si bochník
- Domácí výroba bylinných mastí.
- Jednodenní výlet do Vietnamu
- Vegetariánství pro zelenáče
- Najím se a zhubnu
- Punkové podnikání
- Umění slov
- LinkedIn – cesta k lepší kariéře
- Jak pálit a neukládat
- Kokedama
- Minimalismus v praxi: méně mít, více žít
- Oblékejte se jako Pořádný muž
- Jak organizovat eventy
- Web za 3 hodiny, aneb WordPress pro začátečníky